# De Lepelaer
De Lepelaer was een gebouw in Mechelen dat wordt toegeschreven aan Rombout II Keldermans. Het is waarschijnlijk het enige exemplaar van een burgerhuis, getekend door Rombout II Keldermans. Het gebouw staat op heden niet meer recht. Wat er nog rest zijn overblijfselen van de voorgevel van het pand, die sinds 1945 als monument worden bewaard. In 2023 werd de bescherming definitief geschrapt.